# 丰特埃尔索尔
丰特埃尔索尔，是西班牙卡斯蒂利亚-莱昂巴利亚多利德省的一个市镇。总面积21平方公里，总人口290人（2001年），人口密度14人/平方公里。